# Skelmanthorpe
Skelmanthorpe är en by i civil parish Denby Dale, i distriktet Kirklees, i grevskapet West Yorkshire, i England. Byn är belägen 24 km från Leeds. Orten har 4 637 invånare (2016). Skelmanthorpe var en civil parish 1876–1974 när blev den en del av Denby Dale. Civil parish hade 3 425 invånare år 1951. Byn nämndes i Domedagsboken (Domesday Book) år 1086, och kallades då Scelmertorp/Scemeltorp.